# Emenda da Igualdade de Direitos
Emenda da Igualdade de Direitos (do inglês: Equal Rights Amendment) é uma proposta de emenda à Constituição dos Estados Unidos destinada a garantir direitos legais iguais para todos os cidadãos americanos, independentemente do sexo. Os proponentes afirmam que acabaria com as distinções legais entre homens e mulheres em questões de divórcio, propriedade, emprego e outros assuntos. A primeira versão de um ERA foi escrita por Alice Paul e Crystal Eastman e apresentada no Congresso em dezembro de 1923.

## Texto de resolução
A resolução, "Propondo uma emenda à Constituição dos Estados Unidos relativa à igualdade de direitos para homens e mulheres", diz, em parte:

Resolvido pelo Senado e Câmara dos Representantes dos Estados Unidos da América no Congresso reunido (dois terços de cada Casa concordando com ela), Que o seguinte artigo é proposto como uma emenda à Constituição dos Estados Unidos, que será válida para todos os efeitos como parte da Constituição quando ratificada pelas legislaturas de três quartos dos vários Estados dentro de sete anos a partir da data de sua apresentação pelo Congresso:

"ARTIGO -
"Seção 1. A igualdade de direitos sob a lei não deve ser negada ou reduzida pelos Estados Unidos ou por qualquer Estado em razão do sexo.
"Sec. 2. O Congresso terá o poder de fazer cumprir, por meio de legislação apropriada, as disposições deste artigo.

"Sec. 3. Esta alteração entrará em vigor dois anos após a data de ratificação."